# Conjuntiva

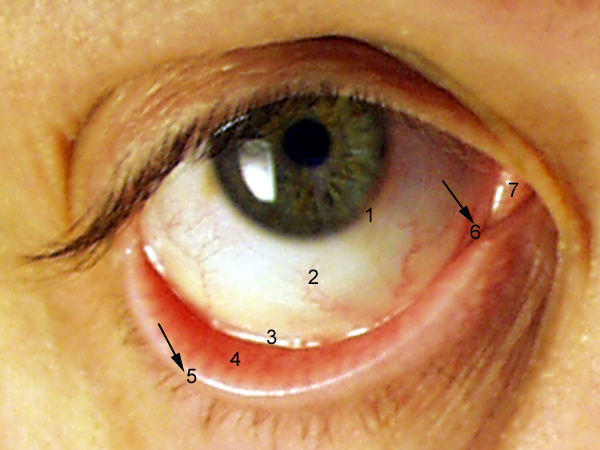
Conjuntiva
1 - Limbe
2 - Conjuntiva bulbar
3 - Fons de sac conjuntival
4 - Conjuntiva tarsal
5 - Vora palpebral
6 - Plec semilunar
7 - Carúncula

La conjuntiva és una membrana mucosa i transparent que entapissa el globus ocular des del limbe esclerocornial fins al fons del sac conjuntival i la cara interna de les parpelles.
Es poden diferenciar les següents parts:
- Conjuntiva bulbar, que recobreix l'escleròtica.
- Conjuntiva tarsal, que recobreix la part posterior de la parpella.
- A la zona de la vora interna és possible reconèixer dues formacions: la carúncula i el plec semilunar.

Ajuda a lubricar la superfície del segment anterior del globus ocular, produint mucositat i llàgrimes, encara que aquestes en una quantitat menor que les glàndules lacrimals.

## Patologia
Degut a la seva exposició a agents externs és especialment susceptible a traumatismes, infeccions i reaccions al·lèrgiques, pot inflamar-se i donar lloc a la conjuntivitis.
El pterigi és un replec triangular, sobre la conjuntiva bulbar, que s'estén sobre la còrnia pel cantó nasal o temporal.